# Conflito no sul do Sudão (2011–2020)
O conflito no sul do Sudão foi um conflito armado ocorrido nos estados do sul do Sudão - Cordofão do Sul e Nilo Azul - entre a Forças Armadas Sudanesas e a Frente Revolucionária do Sudão, particularmente o Movimento Popular de Libertação do Sudão-Norte (em inglês:  Sudan People's Liberation Movement–North; SPLM-N), uma filial norte do Exército Popular de Libertação do Sudão do Sudão do Sul.
Depois de alguns anos relativa calma na sequência do acordo de 2005 que pôs fim à Segunda Guerra Civil Sudanesa entre o governo sudanês e os rebeldes do Exército Popular de Libertação do Sudão, combates eclodiram novamente no período que antecedeu a independência do Sudão do Sul em 9 de julho de 2011, iniciando no Cordofão do Sul em 5 de junho e se espalhando para o estado vizinho do Nilo Azul, em setembro. O SPLM-N, uma divisão do Exército Popular de Libertação do Sudão recém-independente, pegou em armas contra a inclusão dos dois estados sulistas no Sudão, sem consulta popular e contra a falta de eleições democráticas. O conflito se confunde com a guerra em Darfur, uma vez que em novembro de 2011 o SPLM-N estabeleceu uma aliança com os rebeldes de Darfur, chamada Frente Revolucionária do Sudão (SRF).
No início de setembro de 2011, forças sudanesas em conflito com o SPLM-N no estado do Nilo Azul, assumiram o controle da capital do estado de Ad-Damazin e expulsaram o governador Malik Agar, o líder do ramo do SPLM-N do Nilo Azul. Os militantes do Movimento pela Justiça e Igualdade (JEM), aliados do SPLM-N, marcharam para o estado de Cordofão do Norte em dezembro de 2011, o que provocou confrontos com o exército sudanês que levou à morte do líder do JEM, Khalil Ibrahim. A propagação do conflito gerou preocupações de que os combates poderiam levar a uma terceira guerra civil sudanesa.
A partir de outubro de 2014, cerca de 2 milhões de pessoas foram afetadas pelo conflito, mais de 500.000 pessoas foram deslocadas e cerca de 250.000 refugiados fugiram para o Sudão do Sul e Etiópia. Em janeiro de 2015, os combates se intensificaram uma vez que o governo de Omar al-Bashir tentou recuperar o controle do território controlado pelos rebeldes antes das eleições gerais de abril de 2015.
Com a derrubada de al-Bashir em abril de 2019 após meses de protestos, a Frente Revolucionária do Sudão anunciou um cessar-fogo de três meses, na esperança de facilitar a transição sudanesa para a democracia.  Isso levou ao início das negociações de paz entre os rebeldes e o novo governo interino. O  processo de paz sudanês foi formalizado com o Projeto de Declaração Constitucional de agosto de 2019, assinado por representantes militares e civis durante a Revolução Sudanesa, que determina que um acordo de paz seja feito no Cordofão do Sul e no Nilo Azul (e em Darfur) nos primeiros seis meses de o período de transição de 39 meses para um governo civil democrático.
Em 31 de agosto de 2020, um acordo de paz abrangente foi assinado em Juba, no Sudão do Sul, entre o governo de transição do Sudão e a Frente Revolucionária do Sudão. O Movimento Popular de Libertação do Sudão-Norte liderado por Abdelaziz al-Hilu e o Movimento/Exército de Libertação do Sudão liderado por Abdul Wahid al Nur se recusaram a assinar o acordo.
Um acordo foi alcançado entre o governo de transição e a facção rebelde Movimento Popular de Libertação do Sudão - Norte al-Hilu em 3 de setembro de 2020 em Adis Abeba para separar religião e estado e não discriminar a etnia de ninguém, a fim de garantir o tratamento igualitário de todos os cidadãos do Sudão. A declaração de princípios afirmava que “o Sudão é uma sociedade multirracial, multiétnica, multirreligiosa e multicultural. O pleno reconhecimento e acomodação dessas diversidades devem ser afirmados.   (...) O estado não deve estabelecer uma religião oficial. Nenhum cidadão deve ser discriminado com base em sua religião.”

## Ligações Externas
- Sudan Tribune:Kordofan
- BBC:Sudan's South Kordofan: 'Bombings, blood and terror'
- allAfrica.com: Briefing By U.S. Officials On Recent Trips (18 May 2011)